# 심동신
심동신(沈東臣, 1824년 ~ 1889년)은 조선 말기의 문신으로, 자는 사경(士敬), 본관은 청송(靑松)이다.

## 가계
- 기묘명현 심달원(沈達源)의 10대손, 청파부원군 심전(沈銓)의 9대손, 고산 윤선도(尹善道)의 외손자 이조판서 심단(沈檀)의 5대손으로, 병조참판 심영석(沈英錫)의 손자이고, 증 이조판서 심문(沈雯)의 아들이다.
- 병조판서 홍명주(洪命周)의 외손자이고, 승지 심동헌(沈東獻)의 형이다.

- 심달원 (승문원 판교, 증이조판서)
  - 심전 (沈銓, 경기도 관찰사, 증영의정, 청파부원군(靑坡府院君))
  - 부인 : 증 정경부인 전의 이씨 - 이한(李翰)의 딸
    - 심우선 (장수현감)
    - 부인 : 파평 윤씨
      - 심양 (사헌부 감찰)
        - 심광한 (증이조참판)
          - 심상 (심광사의 아들, 사간원 정언, 증이조판서)
            - 심득량 (순흥부사, 증좌찬성)
              - 심각 (예조판서, 판의금부사, 판중추부사, 기로소)
                - 심창석
                  - 심유
                    - 심동량
                      - 딸 : 청송 심씨
                      - 남편 : 정대무(丁大懋, 1824년 5월 18일 ~ ?) - 정학유의 아들, 심오의 외손자, 참봉, 현감, 자는 자원(子園)

                  - 심오 (심경석에 입양됨)

                - 심경석 (용궁현감)
                  - 심오 (심창석의 아들)
                    - 딸 : 청송 심씨
                    - 남편 : 압해 정씨 조선후기 대실학자 다산 정약용의 차남 운포 정학유
                      - 정학유의 아들 : 정대무(丁大懋, 1824년 5월 18일 ~ ?) - 심오의 외손자, 참봉, 현감, 자는 자원(子園)

    - 심우준 (진사, 증이조참판)
    - 부인 : 증 정부인 죽산 박씨
    - 부인 : 증 정부인 은진 송씨
      - 심액 (심우승에 입양됨, 이조판서, 판의금부사, 청송군, 기로소)
      - 심서 (평시서령, 증이조판서)
        - 심광면 (증영의정)
        - 부인 : 증 정경부인 해남 윤씨 - 남인 산림 예조참의 고산 윤선도의 딸
          - 심단 (이조판서, 판의금부사, 판중추부사, 기로소, 봉조하)
          - 부인 : 정경부인 광주 이씨
            - 심득천 (승문원 권지정자)
            - 심득경 (고산 윤선도의 증손 문인화가 공재 윤두서의 작품인 심득경 초상화의 모델, 진사)
            - 심득행 (용인현령)
            - 심득성 (생원, 증이조참의)
              - 심치 (증이조참판)
                - 심영석 (병조참판)
                  - 심문 (제릉참봉, 증이조판서)
                  - 부인 : 증 정부인 풍산 홍씨 - 병조판서 홍명주(洪命周)의 딸
                    - 심동신 (병조참판, 지춘추관사, 대사헌)
                    - 심동헌 (승지)

    - 심우승 (沈友勝, 호조참판, 경기도 관찰사, 호성공신 2등, 증영의정, 청계부원군(靑溪府院君))
    - 부인 : 증 정경부인 순흥 안씨(順興 安氏)
      - 심액 (沈詻, 심우준의 아들, 이조판서, 판의금부사, 청송군(靑松君), 기로소)
      - 부인 : 정경부인 안동 권씨(安東 權氏) - 병조판서 권징(權徵)의 딸
        - 심광수 (沈光洙, 남인 산림(南人 山林), 세자시강원 진선, 공조참의, 증이조참판, 청안군(靑安君))
        - 부인 : 증 정부인 안동 권씨(安東 權氏)
          - 심백 (심광사(沈光泗)의 아들, 병조좌랑)

        - 심광사 (沈光泗, 종친부 전부, 증이조참판, 다섯 아들이 모두 문과에 급제)
        - 부인 : 증 정부인 전의 이씨 - 병조참판 이명준(李命俊)의 딸
          - 딸 : 청송 심씨(靑松 沈氏)
          - 남편 : 해남 윤씨(海南 尹氏) 고산 윤선도(尹善道)의 손자 종친부 전부 윤이석(尹爾錫)
            - 윤이석의 아들 : 윤두서(尹斗緖) - 심광사(沈光泗)의 외손자, 공재(恭齋)라 불리며, 겸재(謙齋) 정선(鄭歚), 현재(玄齋) 심사정(沈師正)과 함께 조선의 삼재(三齋)

          - 심백 (심광수에 입양됨, 병조좌랑)
          - 심상 (심광한에 입양됨, 사간원 정언, 증이조판서)
          - 심벌 (황해도 관찰사)
          - 심방 (진주목사)
          - 심탱 (승지)

        - 심액의 딸 : 청송 심씨
        - 심액의 사위 : 오단 - 관찰사
          - 오단의 딸 : 복천부부인 동복 오씨
          - 오단의 사위 : 인평대군 - 인조의 셋째 왕자
            - 인평대군의 장남 : 복녕군
            - 인평대군의 차남 : 복창군
            - 인평대군의 3남 : 복선군
            - 인평대군의 4남 : 복평군

      - 심보 (沈譜, 무과 박천군수)
        - 심광숙 (沈光淑, 무과 만호)
          - 심륜 (沈棆, 첨지중추부사)
            - 심득망 (沈得望, 무과 첨절제사)

    - 심우단 (사헌부 감찰)
    - 부인 : 수원 최씨
      - 심선 (단천부사)

## 생애

### 조선 철종
1850년(철종 1년) 증광 문과에 을과로 급제하여 1855년 성균관 전적에 제수되었다.
1858년 사헌부 지평에 제수되었다.
1860년 제주 암행어사에 제수되었다.
1860년 홍문관 부교리에 제수되었다.
1862년 사헌부 장령에 제수되었다.

### 조선 고종
1864년 홍문관 부응교 · 봉상시정 · 우부승지에 제수되었다.
1865년 안동부사에 제수되었다.
1866년 우부승지에 제수되었다.
1867년 좌부승지 · 우승지에 제수되었다.
1870년 돈녕부 도정 · 좌승지에 제수되었다.
1871년 예조참의 · 대사성 · 우승지 · 병조참의에 제수되었다.
1873년 봉산군수에 제수되었다.
1874년 우승지에 제수되었다.
1875년 병조참의에 제수되었다.
1876년 병조참지 · 병조참의 · 이조참의 · 형조참의 · 좌승지에 제수되었다.
1877년 우승지 · 좌승지에 제수되었다.
1878년 전라좌도 암행어사에 제수되었다.
1879년 동래부사에 제수되었다.
1880년 좌부승지에 제수되었다.
1881년 좌승지에 제수되었다.
1882년 오위도총부 부총관 · 한성부 좌윤 · 병조참판 · 동지돈녕부사 · 지춘추관사 · 황해도 관찰사에 제수되었다.
1883년 동지의금부사에 제수되었다.
1884년 좌승지 · 동지춘추관사 · 동지경연관사 · 한성부 우윤 · 동지돈녕부사에 제수되었다.
1885년 동지의금부사에 제수되었다.
1887년 한성부 좌윤에 제수되었다.
1888년 대사헌에 제수되었다.

## 심동신 금관조복
- 경기도 용인시 수지구 단국대학교 석주선기념박물관에 심동신 금관조복이 전시되어 있다.
- 심동신 금관조복은 1964년 12월 7일 대한민국의 국가민속문화재 제2호로 지정되었다.[11]

## 같이 보기
- 윤선도
- 윤두서
- 심달원
- 심전
- 심우승
- 심액
- 심광수
- 심단
- 심각
- 심순택
- 심이택
- 정약용
- 정학유

## 참조
- 《승정원일기》
- 《철종실록》
- 《고종실록》
- 《청송심씨대동보》

1. ↑  철종실록 12권, 철종 11년 2월 28일 계해 1번째기사
2. ↑  고종실록 8권, 고종 8년 5월 19일 무신 3번째기사
3. ↑  고종실록 13권, 고종 13년 5월 18일 무신 5번째기사
4. ↑  고종실록 13권, 고종 13년 10월 7일 갑오 4번째기사
5. ↑  고종실록 15권, 고종 15년 4월 4일 계미 2번째기사
6. ↑  고종실록 16권, 고종 16년 6월 10일 임자 1번째기사
7. ↑  고종실록 17권, 고종 17년 4월 10일 정미 1번째기사
8. ↑  고종실록 19권, 고종 19년 7월 9일 계사 4번째기사
9. ↑  고종실록 22권, 고종 22년 8월 26일 임진 3번째기사
10. ↑  고종실록 25권, 고종 25년 8월 17일 병신 1번째기사
11. ↑  한국향토문화전자대전 - 심동신 금관조복